# Ільюшин Фінанс
Ільюшин Фінанс Ко. (ІФК, рос. Открытое Акционерное Общество "Ильюшин Финанс Ко") — найбільша російська авіалізингова компанія. Входить до складу російської державної корпорації "Ростех".

## Історія
Заснована 1999 року у Воронежі. Основний напрямок її діяльності — фінансовий та операційний лізинг сучасних цивільних літаків російського виробництва, а також фінансування експортних поставок.
За час роботи компанії було профінансовано будівництво двох десятків Іл-96 і Ту-204. Станом на 2010 портфель замовлень ІФК включає близько 120 літаків Іл-96, Ту-204, Ту-334, SSJ-100, Ан-148. При цьому ІФК є найбільшим замовником українського «Антонова» (виробляє Ан-148).
У грудні 2023 року Міністерство юстиції України подало до Вищого антикорупційного суду позов щодо санкцій у вигляді стягнення двох літаків компанії на користь України.

## Акціонери
Станом на 2010 рік найбільшими акціонерами були:
- російська Об'єднана авіабудівна корпорація (46,3 відсотка акцій ІФК),
- Група «Національна резервна корпорація» — 25,83 %,
- «Внешекономбанк» — 20,4 відсотка акцій.